# OPPO Find X
OPPO Find X是OPPO公司于2018年6月20日(UTC+8)在法国巴黎卢浮宫发布的一款智能手机。

## 特点
- 双轨潜望结构

采用了“首创双轨潜望结构”，把摄像头隐藏在了机身内部，必要的时候再从机身顶部升起，其中前后镜头及3D结构光等元器件均集成在此结构上，解决了前置摄像头及其它感应元件与屏幕之间的矛盾。
- SuperVOOC超級閃充技术

OPPO Find X超級閃充版 / 兰博基尼版支持SuperVOOC超級閃充技术，配置10V5A充电器，最大50W充电功率，官方宣称充满电需要35分钟。

## 外部連結
- 官方网站